# Mortier (wapen)

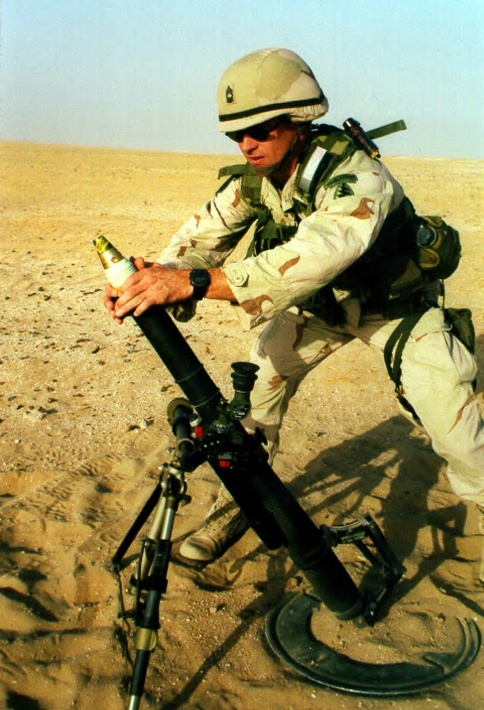
M224-mortier

Een mortier is een stuk artillerie met een zeer korte, in een hoek van meer dan 45° geplaatste afvuurpijp. De mortier behoort tot het krombaangeschut (in tegenstelling tot vlakbaangeschut zoals het kanon, dat projectielen in een meer rechte lijn afvuurt).
Het wapen bestaat tegenwoordig meestal uit een korte buis waar het projectiel ingaat, gemonteerd op een flinke stootplaat die de terugslag opvangt.
Het deel van de explosieve lading dat dient voor het uitstoten wordt vaak gedetoneerd door het door de granaat treffen van de bodem van de afvuurpijp, nadat men de granaat in de pijp heeft laten vallen. De voor het doel bestemde explosieve lading detoneert bij inslaan. Er is soms of vaak een extra beveiliging, op basis van het stoppen van de versnelling van de granaat plus enige wachttijd, waardoor de voor het doel bestemde explosieve lading niet al in of in de buurt van de afvuurpijp kan detoneren.

## Geschiedenis
De mortier is de simpelste vuurmond van het slagveld, en is waarschijnlijk kort na de uitvinding van het buskruit ontstaan. De naam is afgeleid van het gelijknamige keukenwerktuig dat vaak ook vijzel wordt genoemd. Vroege uitvoeringen tonen daar ook gelijkenis mee. De mortier is met name geschikt om op korte afstand tegen vijandelijke troepen gebruikt te worden. Het is een doeltreffend middel om projectielen over een muur heen te schieten. Tijdens de belegering van een vesting werd dit wapen door beide partijen gebruikt.
In zijn eenvoudigste vorm bestaat een mortier uit een put of ingegraven vat, met onderin een springlading en daarboven een aantal stenen die door een explosie naar voren worden geworpen. Dit type mortier wordt aardmortier, steenmijn of fougas(se) genoemd.
Latere, meer draagbare uitvoeringen hebben de vorm van een pan van gegoten metaal, die in een houten frame was opgehangen en daarin enigszins gericht kon worden.
De moderne mortier had verschillende voorgangers:
- aardmortier, een put of ingegraven vat
- steenmortier, dit model wordt geladen met een partij stenen
- kogelmortier, dit model vuurt een lading stalen kogels af
- Coehoornmortier, een draagbare mortier met zeer korte loop

## Richten
De baan van het projectiel is door de schutter op drie manieren te beïnvloeden:
- De horizontale hoek. Dit is het eenvoudigst, door middel van bijvoorbeeld een vizier of een kompashoek.
- De verticale hoek. Deze is eenvoudig in te stellen, maar de juiste hoek bepalen is veel lastiger.
- De hoeveelheid aandrijflading achter de granaat, en daarmee de snelheid van het projectiel. Dit kan bijvoorbeeld bij de 120mm-mortier gedaan worden door explosieve ringen rond de steel van de granaat toe te voegen of te verwijderen.

Zoals bij alle krombaanwapens, is de nauwkeurigheid van de mortier beperkt, doordat de baan van het projectiel heel moeilijk te berekenen is en afhankelijk is van heel veel veranderlijke factoren, zoals de wind. Bovendien wordt een mortier meestal maar vrij globaal gericht. Afhankelijk van waar de granaten terechtkomen, kan vervolgens worden bijgesteld.

## Bekende mortierwapens
- Belgische mortier 21 cm M 1894
- Mortier 70/58 MM (Mortier Van Deuren)

## Verwanten van de mortier
- de houwitser
- het kanon
- de carronade

## Afbeeldingen

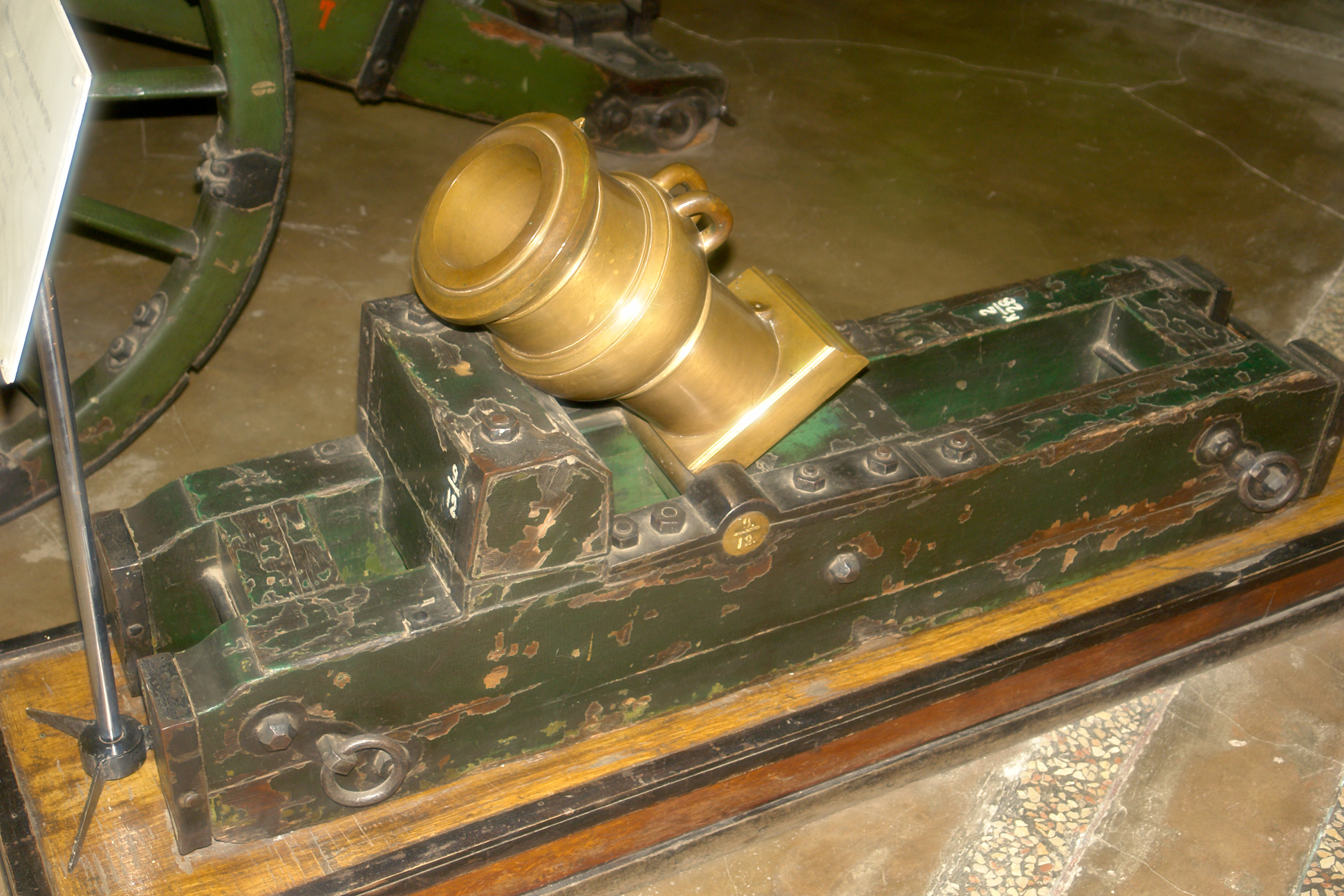
Antieke mortier Militair Historisch Museum van Sint Petersburg
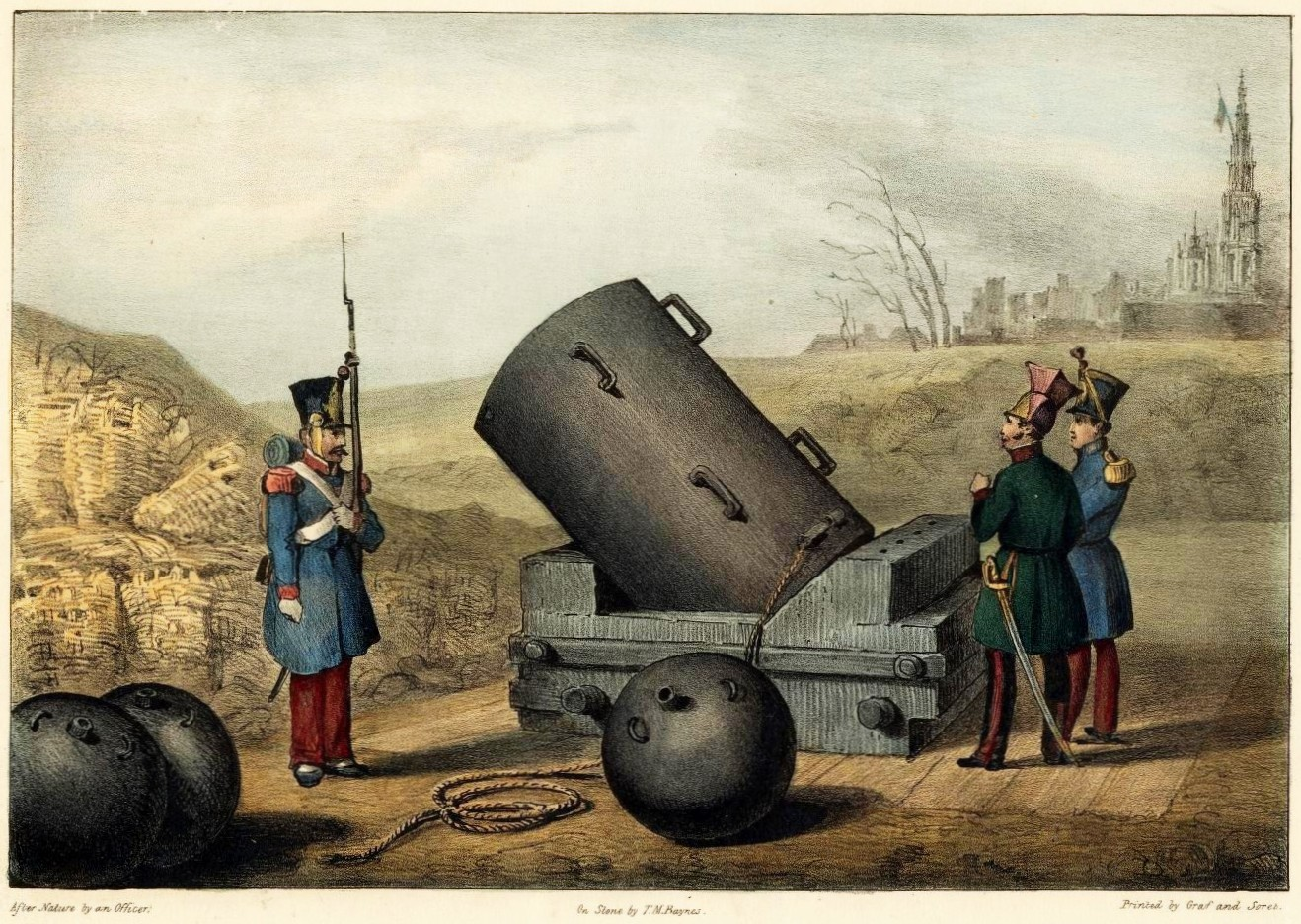
Monstermortier uit de 19de eeuw die gebruikt werd in het beleg van de citadel van Antwerpen (1833), Thomas Baynes
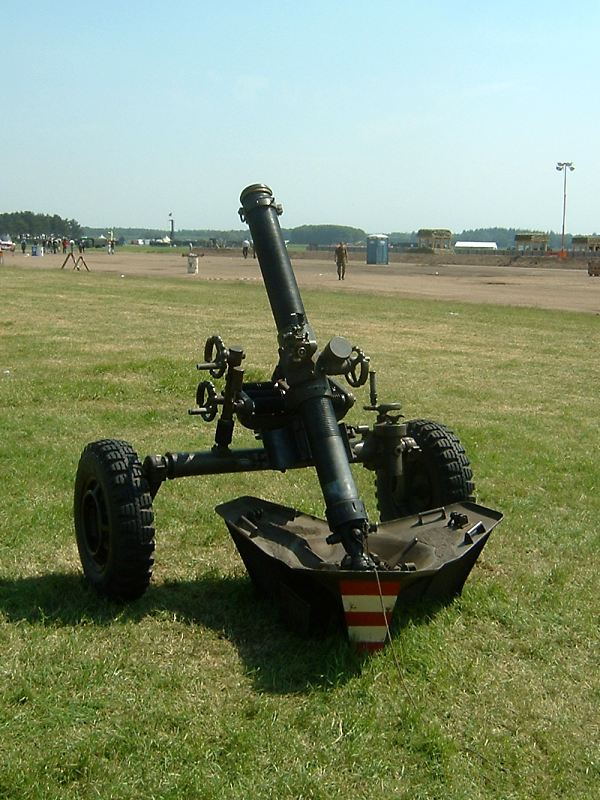
120mm-mortier, KL
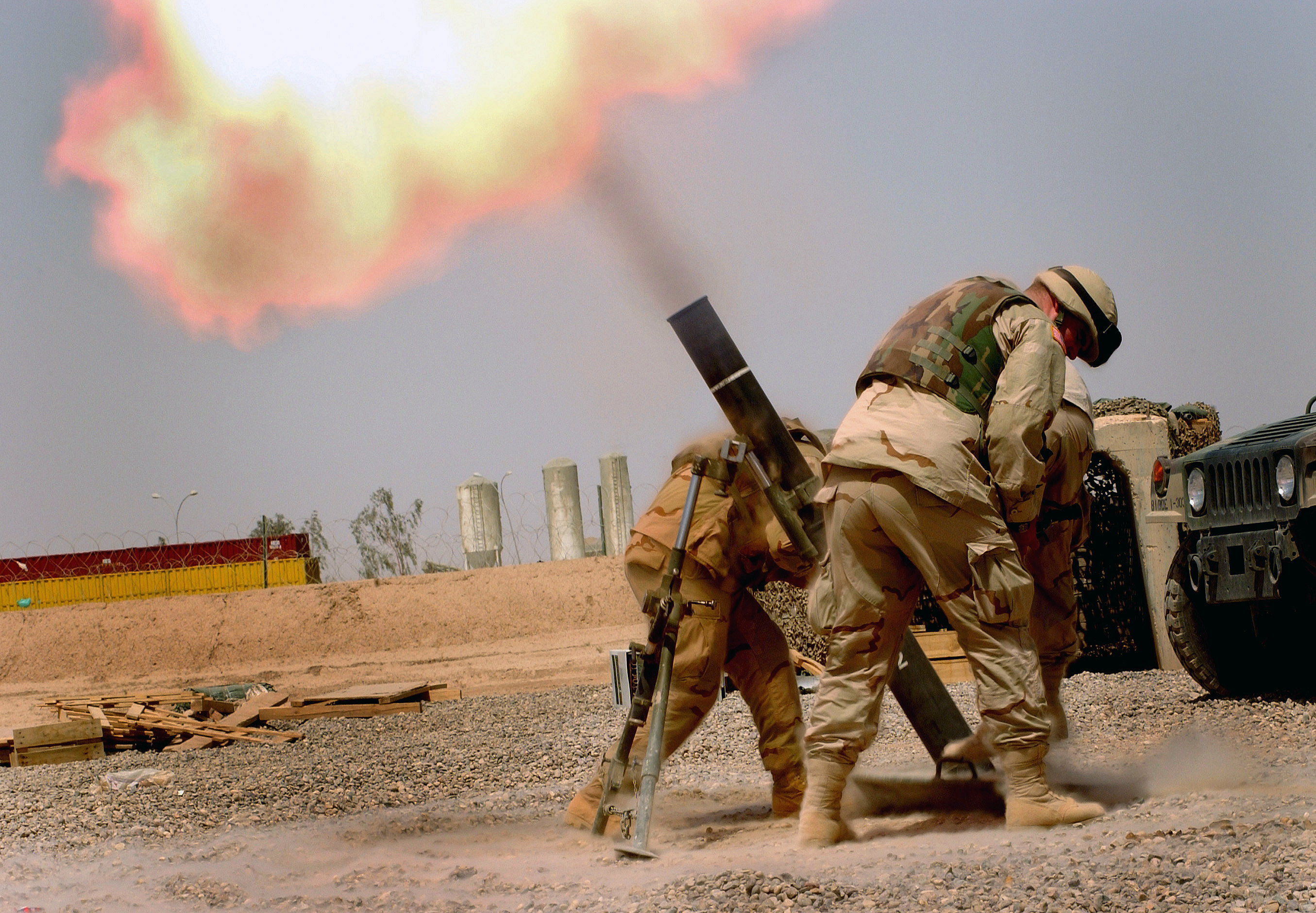
Afschieten van een mortier tijdens operatie Iraqi Freedom